# Bezirk Falkenau (Königreich Böhmen)

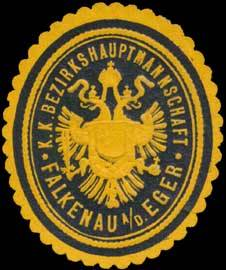
Bezirkshauptmannschaft Falkenau – Siegelmarke

Der Bezirk Falkenau (tschechisch politický okres Falknov) war ein Politischer Bezirk im Königreich Böhmen. Der Bezirk umfasste Gebiete in Westböhmen im heutigen Karlovarský kraj (Okres Sokolov). Sitz der Bezirkshauptmannschaft (tschechisch Okresní hejtmanství Falknov) war die Stadt Falkenau (Falknov). Das Gebiet gehörte seit 1918 zur neu gegründeten Tschechoslowakei und ist seit 1993 Teil Tschechiens.

## Geschichte
Die modernen, politischen Bezirke der Habsburgermonarchie wurden 1868 im Zuge der Trennung der politischen von der judikativen Verwaltung geschaffen.
Der Bezirk Falkenau wurde 1868 aus den Gerichtsbezirken Elbogen (tschechisch soudní okres Loket) und Falkenau (Falknov) gebildet.
Per 2. Dezember 1913 wurde der Gerichtsbezirk Elbogen aus dem Bezirk Falkenau ausgeschieden und bildete in der Folge den Bezirk Elbogen.
Im Bezirk Falkenau lebten 1869 59.422 Personen, wobei der Bezirk ein Gebiet von 9,0 Quadratmeilen und 43 Gemeinden umfasste.
1900 beherbergte der Bezirk 87.680 Menschen, die auf einer Fläche von 499,25 km² bzw. in 85 Gemeinden lebten.
Der Bezirk Falkenau umfasste 1910 eine Fläche von 499,21 km² und beherbergte eine Bevölkerung von 95.995 Personen. Von den Einwohnern hatten 1910 1361 Tschechisch und 93.011 Deutsch als Umgangssprache angegeben. Weiters lebten im Bezirk 1623 Anderssprachige oder Staatsfremde. Zum Bezirk gehörten zwei Gerichtsbezirke mit insgesamt 87 Gemeinden bzw. 101 Katastralgemeinden.
Nach der Abspaltung des Gerichtsbezirks Elbogen umfasste der Bezirk Falkenau nach dem Stand von 1910 nur noch 291,59 km² und 54.237 Personen bzw. 54 Gemeinden.